# Ciceronianus
Le Ciceronianus, sive de optimo dicendi genere est un dialogue satirique en latin publié par Érasme. La lettre dédicatoire est datée du 14 février 1528, et l'ouvrage parut en mars chez Froben, à Bâle, et en mai chez Simon de Colines, à Paris.

## Sujet
Le Ciceronianus est une attaque contre l'humanisme paganisant et fasciné par l'Antiquité classique, et tout spécialement par l'œuvre de Cicéron, en vogue dans certains milieux au début du XVIe siècle. Le titre est une allusion à saint Jérôme, auteur favori d'Érasme : dans sa lettre 22, Jérôme raconte que même après sa conversion, il restait bien trop occupé par son goût pour l'œuvre de Cicéron, trouvant le style des prophètes de l'Ancien Testament repoussant ; un jour il tomba gravement malade et fut donné pour mourant ; il se vit alors en songe devant le tribunal du jugement dernier. « Interrogatus condicionem Christianum me esse respondi. Et ille qui residebat : mentiris, ait, Ciceronianus es, non Christianus ; ubi thesaurus tuus, ibi et cor tuum ». De même, Érasme formule vers le début de son dialogue la question suivante : « Qui ne préférerait être célébré aux yeux de la postérité comme un cicéronien plutôt que comme un saint ? ».

## Présentation
La fiction est une longue conversation entre trois personnages : Bulephorus, qui est le porte-parole des idées d'Érasme ; Hypologus, le questionneur ; et Nosoponus, le type caricaturé, zélé cicéronien qui déjeune de dix raisins de Corinthe pour garder son esprit absolument pur. Dans ce dernier personnage, les lecteurs français reconnurent Christophe de Longueil (1488-1522), qui n'était plus là pour se défendre, et les lecteurs italiens Pietro Bembo. Au début, le « cicéronianisme » est présenté satiriquement comme une maladie dont il faut trouver le remède. Le personnage de Bulephorus domine nettement le dialogue.
Pour Érasme, derrière un certain humanisme trop enthousiaste pour l'Antiquité classique, se cache une vraie résurgence de l'esprit païen : « C'est du paganisme, crois-moi, Nosoponus, c'est du paganisme qui charme là-dedans notre oreille et notre cœur. Nous ne sommes chrétiens que de nom ». Il se moque des transpositions auxquelles se livrent certains humanistes de l'époque : « Jésus-Christ, le Verbe et le Fils du Père éternel, est descendu dans le monde conformément aux prophètes » devient sous leur plume « Optimi maximique Jovis interpres ac filius, servator, rex, juxta vatum responsa ex Olympo devolavit in terras ». Si c'est l'impiété des « cicéroniens » qui est l'imputation la plus sérieuse, le dialogue roule en grande partie sur la question du style : « N'est pas cicéronien, soutient Nosoponus, un auteur dans les livres duquel on peut trouver un seul petit mot qui ne soit présent dans un texte de Cicéron ». Nosoponus est présenté comme un personnage ridicule, superstitieux en toutes choses : de même qu'il croit en l'astrologie, de même il est sottement fasciné par les mots, les tropes et les rythmes de phrase de Cicéron ; il affirme qu'il n'a lu aucun autre auteur que Cicéron depuis sept ans.
La conclusion du dialogue est que le seul « cicéronien » qu'il y ait eu est Cicéron lui-même. Pour le prouver, Érasme offre une liste d'écrivains latins anciens et modernes dont il caractérise brièvement le style, à chaque fois différent. Les prétendus « cicéroniens » modernes se voient dépréciés selon leurs propres critères. Cette liste surtout fit beaucoup de bruit dans le Landerneau humaniste : on releva qui s'y trouvait ou ne s'y trouvait pas, et on y lut des jugements qui étaient souvent expéditifs ou ambigus (dans la bouche de Nosoponus).
Dans son Érasme, Johan Huizinga souligne que le Ciceronianus est un texte rétrograde dans le cheminement d'Érasme, alors âgé d'environ soixante ans : il dénonce ou ridiculise ce que lui-même avait souvent représenté dans les décennies précédentes : ses adversaires lui avaient reproché de traduire le grec Logos par Sermo au lieu de Verbum ; il avait voulu corriger la métrique des hymnes religieux, et avait composé des odes et péans classiques pour la Vierge et les saints ; ses propres Adagia avaient répandu la prédilection pour les sentences et les tournures classiques. « Dans sa lutte contre le purisme humaniste, il est le précurseur d'un puritanisme chrétien », écrit l'historien.

## Réactions
Cette publication provoqua une levée de boucliers en France et en Italie. Épigrammes et libelles anti-érasmiens fleurirent. Jules César Scaliger était particulièrement déchaîné, prétendant vouloir venger la mémoire de Christophe de Longueil (dans deux discours Contre Érasme publiés en 1531 et 1537). En France, c'est surtout un passage maladroit sur Guillaume Budé (dans une réplique de Nosoponus) qui provoqua la polémique, et Germain de Brie, ami des deux célèbres humanistes, se dépensa pour les réconcilier, mais le Ciceronianus n'en fut pas moins l'occasion de la rupture (l'interruption de la correspondance) entre Érasme et Budé. Étienne Dolet riposta sous la même forme qu'Érasme dans son dialogue Erasmianus sive Ciceronianus, de imitatione Ciceroniana, publié à Lyon, chez Sébastien Gryphe, en 1535 : on y voit dialoguer à Padoue Simon Villanovanus, disciple et champion de Christophe de Longueil, et Thomas More, porte-parole d'Érasme ; ce dernier y est étrillé, Christophe de Longueil y est proclamé à la fois meilleur latiniste et meilleur chrétien que lui, et la conception érasmienne du rapport à Cicéron et à l'Antiquité classique y est longuement critiquée. L'Italien Giulio Camillo apporta une réponse plus sereine dans son Trattato dell'imitatione, écrit en France et qui circula en manuscrit avant d'être imprimé à Paris en 1544.

## Éditions
- Érasme, Il Ciceroniano o Dello stile migliore / Dialogus cui titulus Ciceronianus, sive De optimo dicendi genere, texte latin, traduction italienne, introduction et notes par Angiolo Gambaro, Brescia, La Scuola, 1965.
- Érasme, Dialogus cui titulus Ciceronianus, sive De optimo dicendi genere. Adagiorum chiliades (Adagia selecta), texte latin, traduction allemande, introduction et notes par Theresa Payr, Ausgewählte Schriften / Erasmus von Rotterdam 7, Darmstadt, Wissenschaftliche Buchgesellschaft, 1995.
- Étienne Dolet, Erasmianus sive Ciceronianus , introduction, fac-similé de l'édition originale, commentaires et appendices par Émile V. Telle, Travaux d'Humanisme et Renaissance CXXXVIII, Genève, Droz, 1974.
- Jules César Scaliger, Orationes duæ contra Erasmum, textes présentés, établis, traduits et annotés par Michel Magnien, préface de Jacques Chomarat, Travaux d'Humanisme et Renaissance CCCXXIX, Genève, Droz, 1999.